# Tour de France Femmes 2022
La 1re édition du Tour de France Femmes a lieu du 24 juillet 2022 au 31 juillet 2022, de Paris à la Super Planche des Belles Filles. Il renaît trente-trois ans après la dernière édition organisée par ASO et remportée par Jeannie Longo. La course se déroule en huit étapes pour un total de 1 032,7 km. Elle fait partie du calendrier UCI World Tour en catégorie 2.WWT.
Vainqueure des deux dernières étapes avec aisance, la Néerlandaise Annemiek van Vleuten (Movistar Women) remporte l'épreuve devant sa compatriote Demi Vollering (SD Worx), qui termine meilleure grimpeuse du Tour. La Polonaise Katarzyna Niewiadoma (Canyon-SRAM Racing) complète le podium final. Marianne Vos (Jumbo-Visma), vainqueure de deux étapes au sprint, remporte quant à elle le classement par points et le prix de la combativité.
Durant cette première édition, la course rassemble une audience cumulée de 19,8 millions de téléspectateurs en France. 4 étapes sur 8 atteint les 2 millions de téléspectateurs. L’arrivée à la Super Planche des Belles Filles a regroupé 3,3 millions de téléspectateurs.

## Présentation

### Comité d'organisation

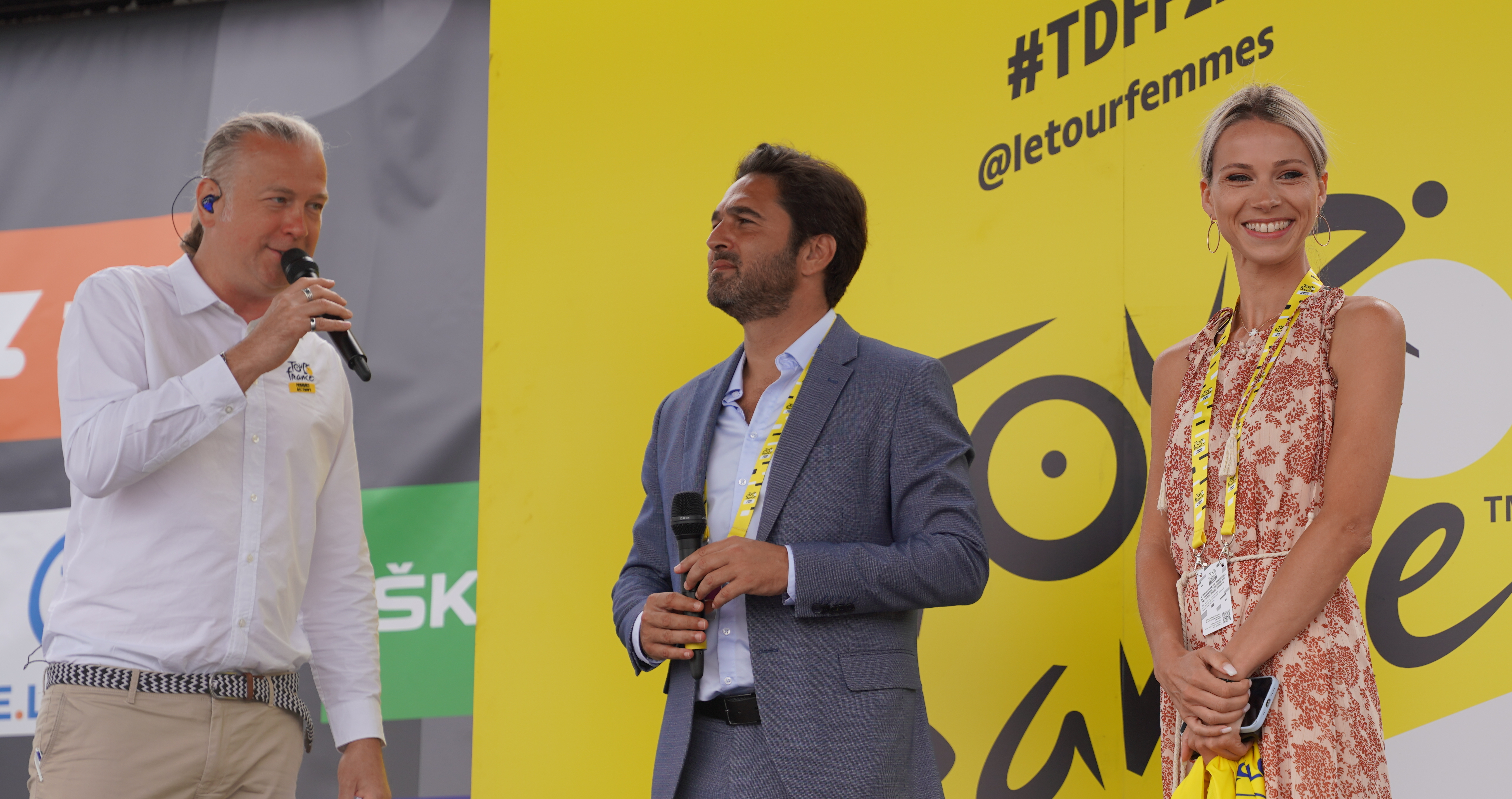
Marion Rousse et Arnaud Robinet, maire de Reims, au départ de la 3e étape.

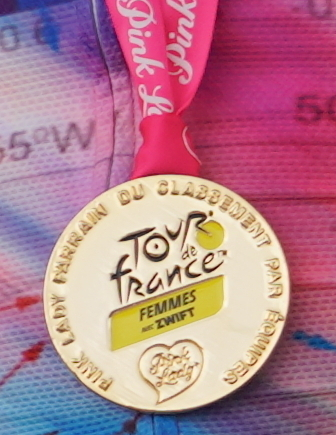
Médaille Pink Lady du classement par équipe.

Marion Rousse, ancienne championne de France de cyclisme sur route en 2012, est nommée directrice du Tour de France Femmes par ASO,.
Franck Perque, responsable sportif chez ASO, est le directeur de course.
Le jury du Prix de la combativité est composé de Marion Rousse, Franck Perque, Fanny Lechevestrier, Orlala Chennaoui, Laurent Jalabert et Sabryna Keller.

### Parcours
La première étape de cette édition relie la Tour Eiffel et les Champs-Élysées, à Paris, le jour de la dernière étape du Tour de France 2022, en préambule. La deuxième étape, dédiée aux sprinteuses, se déroule entre Meaux et Provins. Le lendemain, les coureuses partent de Reims pour rejoindre Épernay. Cette étape est plus vallonnée. La quatrième étape, entre Troyes et Bar-sur-Aube, emprunte des « chemins blancs » à travers les vignes. La cinquième étape se déroule entre Bar-le-Duc et Saint-Dié-des-Vosges. Le lendemain, les coureuses rallient Rosheim, depuis Saint-Dié-des-Vosges, lors d'une étape accidentée. La première étape de montagne se déroule le 30 juillet, entre Sélestat et Le Markstein. Trois cols sont au programme. Même chose le lendemain avec un départ à Lure et une arrivée au sommet de la Super Planche des Belles Filles,.
Au total, 1 029 kilomètres de course seront parcourus par les 24 équipes de six coureuses,.

### Animations du tour
Un ensemble d'animations et de présentation des partenaires a lieu dans le village du Tour.

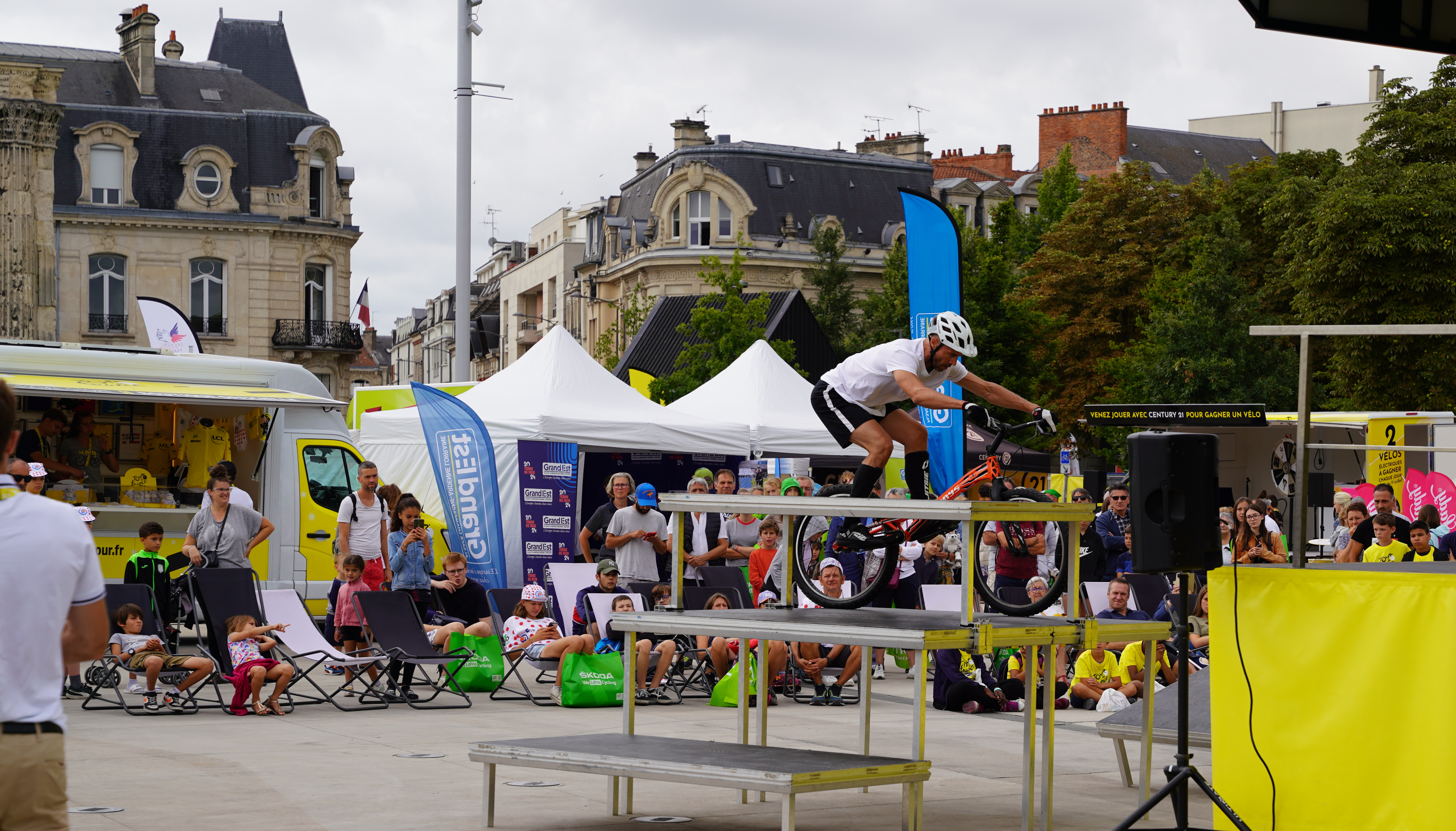
Exemple d'animation au village du tour,
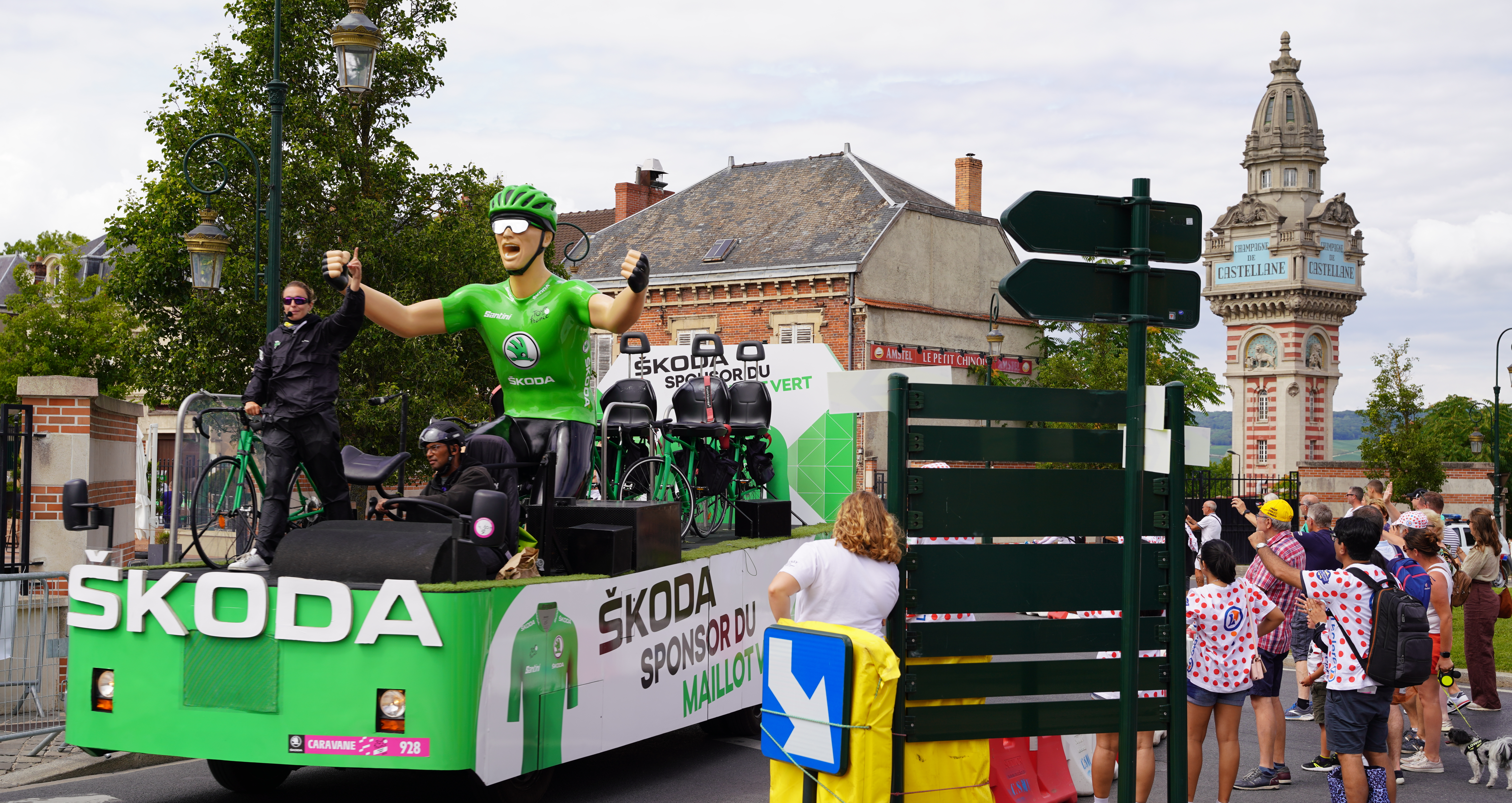
et sa
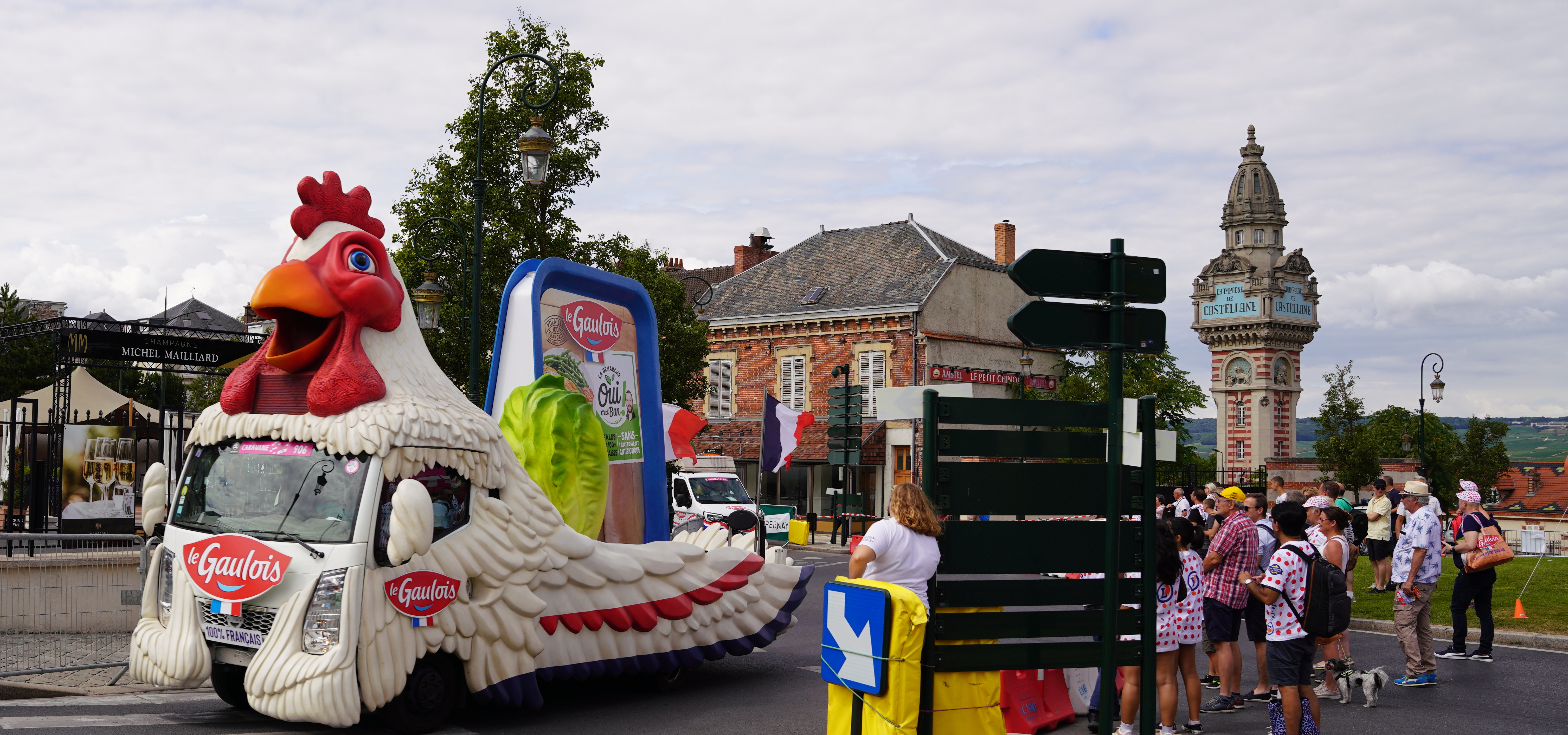
caravane.

### Équipes
| UCI Women's WorldTeams (14)- Canyon-SRAM Racing - EF Education-TIBCO-SVB - FDJ-Suez - Human Powered Health - Liv Racing Xstra - Movistar Team - Roland Cogeas-Edelweiss Squad - Team BikeExchange-Jayco - Team DSM - Team Jumbo-Visma - SD Worx - Trek-Segafredo - UAE Team ADQ - Uno-X Pro Cycling Team Équipes féminines continentales (10)- Ceratizit-WNT Pro Cycling - Parkhotel Valkenburg - Valcar-Travel & Service - AG Insurance NXTG - Arkéa Pro Cycling Team - Cofidis - Le col-Wahoo - Plantur-Pura - Stade Rochelais Charente-Maritime - St Michel-Auber 93 |
| |

## Favorites
Vainqueure du Tour d'Italie, Annemiek van Vleuten fait figure de grande favorite. Demi Vollering et Ashleigh Moolman de la SD Worx, Marta Cavalli et Cecilie Uttrup Ludwig de la FDJ-Suez-Futuroscope ainsi qu'Elisa Longo Borghini devraient être ses principales concurrentes. Côté français, Juliette Labous et Évita Muzic représentent les meilleures chances tricolores pour le classement général.

## Étapes
| Étape     | Date            | Villes étapes                                |                   | Distance (km) | Vainqueur d’étape     | Leader du classement général |
| --------- | --------------- | -------------------------------------------- | ----------------- | ------------- | --------------------- | ---------------------------- |
| 1re étape | dim. 24 juillet | Paris - Tour Eiffel – Paris - Champs-Élysées | Étape de plaine   | 81,6          | Lorena Wiebes         | Lorena Wiebes                |
| 2e étape  | lun. 25 juillet | Meaux – Provins                              | Étape de plaine   | 136,4         | Marianne Vos          | Marianne Vos                 |
| 3e étape  | mar. 26 juillet | Reims – Épernay                              | Étape accidentée  | 133,6         | Cecilie Uttrup Ludwig | Marianne Vos                 |
| 4e étape  | mer. 27 juillet | Troyes – Bar-sur-Aube                        | Étape accidentée  | 126,8         | Marlen Reusser        | Marianne Vos                 |
| 5e étape  | jeu. 28 juillet | Bar-le-Duc – Saint-Dié-des-Vosges            | Étape de plaine   | 175,6         | Lorena Wiebes         | Marianne Vos                 |
| 6e étape  | ven. 29 juillet | Saint-Dié-des-Vosges – Rosheim               | Étape accidentée  | 129,2         | Marianne Vos          | Marianne Vos                 |
| 7e étape  | sam. 30 juillet | Sélestat – Le Markstein - Fellering          | Étape de montagne | 127,1         | Annemiek van Vleuten  | Annemiek van Vleuten         |
| 8e étape  | dim. 31 juillet | Lure – La Super Planche des Belles Filles    | Étape de montagne | 123,3         | Annemiek van Vleuten  | Annemiek van Vleuten         |

## Classements finals

### Classement général final
| Classement général | Classement général        | Classement général | Classement général            | Classement général  |
|                    | Coureur                   | Pays               | Équipe                        | Temps               |
| ------------------ | ------------------------- | ------------------ | ----------------------------- | ------------------- |
| 1er                | Annemiek van Vleuten      | Pays-Bas           | Movistar Women                | en 26 h 55 min 44 s |
| 2e                 | Demi Vollering            | Pays-Bas           | SD Worx                       | + 3 min 48 s        |
| 3e                 | Katarzyna Niewiadoma      | Pologne            | Canyon-SRAM Racing            | + 6 min 35 s        |
| 4e                 | Juliette Labous           | France             | Team DSM                      | + 7 min 28 s        |
| 5e                 | Silvia Persico            | Italie             | Valcar Travel & Service       | + 8 min 0 s         |
| 6e                 | Elisa Longo Borghini      | Italie             | Trek-Segafredo                | + 8 min 26 s        |
| 7e                 | Cecilie Uttrup Ludwig     | Danemark           | FDJ-Suez-Futuroscope          | + 8 min 59 s        |
| 8e                 | Évita Muzic               | France             | FDJ-Suez-Futuroscope          | + 13 min 54 s       |
| 9e                 | Veronica Ewers            | États-Unis         | EF Education-Tibco-SVB        | + 15 min 5 s        |
| 10e                | Margarita Victoria García | Espagne            | UAE Team ADQ                  | + 15 min 15 s       |
| 11e                | Elise Chabbey             | Suisse             | Canyon-SRAM Racing            | + 16 min 44 s       |
| 12e                | Riejanne Markus           | Pays-Bas           | Jumbo-Visma                   | + 18 min 27 s       |
| 13e                | Yara Kastelijn            | Pays-Bas           | Plantur-Pura                  | + 19 min 53 s       |
| 14e                | Shirin van Anrooij        | Pays-Bas           | Trek-Segafredo                | + 25 min 50 s       |
| 15e                | Tamara Dronova            | Bannière neutre    | Roland Cogeas-Edelweiss Squad | + 28 min 51 s       |
| 16e                | Liane Lippert             | Allemagne          | Team DSM                      | + 29 min 49 s       |
| 17e                | Mie Bjørndal Ottestad     | Norvège            | Uno-X Pro                     | + 29 min 50 s       |
| 18e                | Erica Magnaldi            | Italie             | UAE Team ADQ                  | + 30 min 15 s       |
| 19e                | Alena Amialiusik          | Bannière neutre    | Canyon-SRAM Racing            | + 30 min 51 s       |
| 20e                | Grace Brown               | Australie          | FDJ-Suez-Futuroscope          | + 31 min 1 s        |
| 21e                | Mischa Bredewold          | Pays-Bas           | Parkhotel Valkenburg          | + 31 min 31 s       |
| 22e                | Pauliena Rooijakkers      | Pays-Bas           | Canyon-SRAM Racing            | + 35 min 8 s        |
| 23e                | Paula Patiño              | Colombie           | Movistar Women                | + 35 min 19 s       |
| 24e                | Coralie Demay             | France             | St Michel-Auber 93            | + 35 min 31 s       |
| 25e                | Nina Buysman              | Pays-Bas           | Human Powered Health          | + 36 min 0 s        |
| modifier           |                           |                    |                               |                     |

### Classements annexes

#### Classement par points
| Classement par points | Classement par points     | Classement par points | Classement par points   | Classement par points |
| --------------------- | ------------------------- | --------------------- | ----------------------- | --------------------- |
|                       | Coureur                   | Pays                  | Équipe                  | Point(s)              |
| 1er                   | Marianne Vos              | Pays-Bas              | Jumbo-Visma             | 272 points            |
| 2e                    | Lotte Kopecky             | Belgique              | SD Worx                 | 174 pts               |
| 3e                    | Maria Giulia Confalonieri | Italie                | Ceratizit-WNT           | 127 pts               |
| 4e                    | Silvia Persico            | Italie                | Valcar Travel & Service | 106 pts               |
| 5e                    | Demi Vollering            | Pays-Bas              | SD Worx                 | 104 pts               |
| 6e                    | Elisa Longo Borghini      | Italie                | Trek-Segafredo          | 104 pts               |
| 7e                    | Katarzyna Niewiadoma      | Pologne               | Canyon-SRAM Racing      | 97 pts                |
| 8e                    | Elisa Balsamo             | Italie                | Trek-Segafredo          | 85 pts                |
| 9e                    | Cecilie Uttrup Ludwig     | Danemark              | FDJ-Suez-Futuroscope    | 77 pts                |
| 10e                   | Annemiek van Vleuten      | Pays-Bas              | Movistar Women          | 76 pts                |
| modifier              |                           |                       |                         |                       |

#### Classement de la meilleure grimpeuse
| Classement de la meilleure grimpeuse | Classement de la meilleure grimpeuse | Classement de la meilleure grimpeuse | Classement de la meilleure grimpeuse | Classement de la meilleure grimpeuse |
| ------------------------------------ | ------------------------------------ | ------------------------------------ | ------------------------------------ | ------------------------------------ |
|                                      | Coureur                              | Pays                                 | Équipe                               | Point(s)                             |
| 1er                                  | Demi Vollering                       | Pays-Bas                             | SD Worx                              | 42 points                            |
| 2e                                   | Annemiek van Vleuten                 | Pays-Bas                             | Movistar Women                       | 38 pts                               |
| 3e                                   | Katarzyna Niewiadoma                 | Pologne                              | Canyon-SRAM Racing                   | 15 pts                               |
| 4e                                   | Elisa Longo Borghini                 | Italie                               | Trek-Segafredo                       | 14 pts                               |
| 5e                                   | Margarita Victoria García            | Espagne                              | UAE Team ADQ                         | 11 pts                               |
| 6e                                   | Pauliena Rooijakkers                 | Pays-Bas                             | Canyon-SRAM Racing                   | 11 pts                               |
| 7e                                   | Grace Brown                          | Australie                            | FDJ-Suez-Futuroscope                 | 10 pts                               |
| 8e                                   | Femke Gerritse                       | Pays-Bas                             | Parkhotel Valkenburg                 | 9 pts                                |
| 9e                                   | Silvia Persico                       | Italie                               | Valcar Travel & Service              | 8 pts                                |
| 10e                                  | Juliette Labous                      | France                               | Team DSM                             | 6 pts                                |
| modifier                             |                                      |                                      |                                      |                                      |

#### Classement de la meilleure jeune
| Classement général de la meilleure jeune | Classement général de la meilleure jeune | Classement général de la meilleure jeune | Classement général de la meilleure jeune | Classement général de la meilleure jeune |
|                                          | Coureur                                  | Pays                                     | Équipe                                   | Temps                                    |
| ---------------------------------------- | ---------------------------------------- | ---------------------------------------- | ---------------------------------------- | ---------------------------------------- |
| 1er                                      | Shirin van Anrooij                       | Pays-Bas                                 | Trek-Segafredo                           | en 27 h 21 min 31 s                      |
| 2e                                       | Mischa Bredewold                         | Pays-Bas                                 | Parkhotel Valkenburg                     | + 5 min 41 s                             |
| 3e                                       | Julia Borgström                          | Suède                                    | AG Insurance NXTG                        | + 16 min 43 s                            |
| 4e                                       | Vittoria Guazzini                        | Italie                                   | FDJ-Suez-Futuroscope                     | + 23 min 48 s                            |
| 5e                                       | Marie Le Net                             | France                                   | FDJ-Suez-Futuroscope                     | + 27 min 35 s                            |
| 6e                                       | Julie De Wilde                           | Belgique                                 | Plantur-Pura                             | + 28 min 14 s                            |
| 7e                                       | Pfeiffer Georgi                          | Grande-Bretagne                          | Team DSM                                 | + 31 min 54 s                            |
| 8e                                       | Henrietta Christie                       | Nouvelle-Zélande                         | Human Powered Health                     | + 35 min 14 s                            |
| 9e                                       | Magdeleine Vallieres                     | Canada                                   | EF Education-Tibco-SVB                   | + 38 min 29 s                            |
| 10e                                      | Victoire Berteau                         | France                                   | Cofidis                                  | + 38 min 54 s                            |
| modifier                                 |                                          |                                          |                                          |                                          |

#### Classement par équipes
| Classement par équipes | Classement par équipes  | Classement par équipes | Classement par équipes |
|                        | Équipe                  | Pays                   | Temps                  |
| ---------------------- | ----------------------- | ---------------------- | ---------------------- |
| 1re                    | Canyon-SRAM Racing      | Allemagne              | en 81 h 27 min 9 s     |
| 2e                     | FDJ-Suez-Futuroscope    | France                 | + 14 min 19 s          |
| 3e                     | Trek-Segafredo          | États-Unis             | + 24 min 34 s          |
| 4e                     | SD Worx                 | Pays-Bas               | + 32 min 9 s           |
| 5e                     | Movistar Women          | Espagne                | + 33 min 24 s          |
| 6e                     | Team BikeExchange-Jayco | Australie              | + 52 min 32 s          |
| 7e                     | Team DSM                | Pays-Bas               | + 54 min 59 s          |
| 8e                     | Jumbo-Visma             | Pays-Bas               | + 58 min 0 s           |
| 9e                     | UAE Team ADQ            | Émirats arabes unis    | + 1 h 0 min 59 s       |
| 10e                    | EF Education-Tibco-SVB  | États-Unis             | + 1 h 15 min 37 s      |
| modifier               |                         |                        |                        |

#### Super combative
- Marianne Vos  (Jumbo-Visma)

## Évolution des classements
| Étape              | Vainqueur             | Classement général   | Classement par points | Classement de la montagne | Classement de la meilleure jeune | Classement par équipes | Prix de la combativité |
| ------------------ | --------------------- | -------------------- | --------------------- | ------------------------- | -------------------------------- | ---------------------- | ---------------------- |
| 1                  | Lorena Wiebes         | Lorena Wiebes        | Lorena Wiebes         | Femke Markus              | Maike van der Duin               | Canyon-SRAM Racing     | Gladys Verhulst        |
| 2                  | Marianne Vos          | Marianne Vos         | Marianne Vos          | Femke Markus              | Maike van der Duin               | Canyon-SRAM Racing     | Maike van der Duin     |
| 3                  | Cecilie Uttrup Ludwig | Marianne Vos         | Marianne Vos          | Femke Gerritse            | Julie De Wilde                   | Canyon-SRAM Racing     | Alena Amialiusik       |
| 4                  | Marlen Reusser        | Marianne Vos         | Marianne Vos          | Femke Gerritse            | Julie De Wilde                   | SD Worx                | Marlen Reusser         |
| 5                  | Lorena Wiebes         | Marianne Vos         | Marianne Vos          | Femke Gerritse            | Julie De Wilde                   | SD Worx                | Victoire Berteau       |
| 6                  | Marianne Vos          | Marianne Vos         | Marianne Vos          | Femke Gerritse            | Julia Borgström                  | SD Worx                | Marie Le Net           |
| 7                  | Annemiek van Vleuten  | Annemiek van Vleuten | Marianne Vos          | Demi Vollering            | Shirin van Anrooij               | Canyon-SRAM Racing     | Annemiek van Vleuten   |
| 8                  | Annemiek van Vleuten  | Annemiek van Vleuten | Marianne Vos          | Demi Vollering            | Shirin van Anrooij               | Canyon-SRAM Racing     | Mavi García            |
| Classements finals | Classements finals    | Annemiek van Vleuten | Marianne Vos          | Demi Vollering            | Shirin van Anrooij               | Canyon-SRAM Racing     | Marianne Vos           |

## Liste des participantes
| Trek-Segafredo TFS | Trek-Segafredo TFS                | Trek-Segafredo TFS |
| ------------------ | --------------------------------- | ------------------ |
| Num                | Coureuse                          | Pos                |
| 1                  | Elisa Balsamo (ITA) (route)       | 37e                |
| 2                  | Elisa Longo Borghini (ITA)        | 6e                 |
| 3                  | Audrey Cordon-Ragot (FRA) (route) | 78e                |
| 4                  | Leah Thomas (USA)                 | 53e                |
| 5                  | Shirin van Anrooij (NED)          | 14e                |
| 6                  | Ellen van Dijk (NED) (route)      | 30e                |

| Movistar Team MOV | Movistar Team MOV          | Movistar Team MOV |
| ----------------- | -------------------------- | ----------------- |
| Num               | Coureuse                   | Pos               |
| 11                | Annemiek van Vleuten (NED) | 1re               |
| 12                | Aude Biannic (FRA)         | 94e               |
| 13                | Sheyla Gutiérrez (ESP)     | 96e               |
| 14                | Emma Norsgaard Bjerg (DEN) | AB-5              |
| 15                | Paula Patiño (COL)         | 23e               |
| 16                | Arlenis Sierra (CUB)       | 27e               |

| SD Worx SDW | SD Worx SDW                       | SD Worx SDW |
| ----------- | --------------------------------- | ----------- |
| Num         | Coureuse                          | Pos         |
| 21          | Demi Vollering (NED)              | 2e          |
| 22          | Lotte Kopecky (BEL)               | 38e         |
| 23          | Christine Majerus (LUX) (route)   | 72e         |
| 24          | Ashleigh Moolman (RSA)            | AB-8        |
| 25          | Marlen Reusser (SUI)              | AB-7        |
| 26          | Chantal van den Broek-Blaak (NED) | 49e         |

| FDJ-Suez-Futuroscope FSF | FDJ-Suez-Futuroscope FSF            | FDJ-Suez-Futuroscope FSF |
| ------------------------ | ----------------------------------- | ------------------------ |
| Num                      | Coureuse                            | Pos                      |
| 31                       | Cecilie Uttrup Ludwig (DEN) (route) | 7e                       |
| 32                       | Grace Brown (AUS)                   | 20e                      |
| 33                       | Marta Cavalli (ITA)                 | AB-2                     |
| 34                       | Vittoria Guazzini (ITA)             | 39e                      |
| 35                       | Marie Le Net (FRA)                  | 43e                      |
| 36                       | Évita Muzic (FRA)                   | 8e                       |

| Team Jumbo-Visma TJV | Team Jumbo-Visma TJV          | Team Jumbo-Visma TJV |
| -------------------- | ----------------------------- | -------------------- |
| Num                  | Coureuse                      | Pos                  |
| 41                   | Marianne Vos (NED)            | 26e                  |
| 42                   | Anna Henderson (GBR)          | AB-8                 |
| 43                   | Riejanne Markus (NED) (route) |                      |
| 44                   | Romy Kasper (GER)             | 12e                  |
| 45                   | Noemi Rüegg (SUI)             | 105e                 |
| 46                   | Karlijn Swinkels (NED)        | 33e                  |

| Team DSM DSM | Team DSM DSM                | Team DSM DSM |
| ------------ | --------------------------- | ------------ |
| Num          | Coureuse                    | Pos          |
| 51           | Juliette Labous (FRA)       | 4e           |
| 52           | Pfeiffer Georgi (GBR)       | 50e          |
| 53           | Franziska Koch (GER)        | HD-7         |
| 54           | Charlotte Kool (NED)        | AB-4         |
| 55           | Liane Lippert (GER) (route) | 16e          |
| 56           | Lorena Wiebes (NED)         | AB-7         |

| Canyon-SRAM Racing CSR | Canyon-SRAM Racing CSR     | Canyon-SRAM Racing CSR |
| ---------------------- | -------------------------- | ---------------------- |
| Num                    | Coureuse                   | Pos                    |
| 61                     | Katarzyna Niewiadoma (POL) | 3e                     |
| 62                     | Alena Amialiusik           | 19e                    |
| 63                     | Élise Chabbey (SUI)        | 11e                    |
| 64                     | Tiffany Cromwell (AUS)     | 67e                    |
| 65                     | Soraya Paladin (ITA)       | 77e                    |
| 66                     | Pauliena Rooijakkers (NED) | 22e                    |

| UAE Team ADQ UAD | UAE Team ADQ UAD            | UAE Team ADQ UAD |
| ---------------- | --------------------------- | ---------------- |
| Num              | Coureuse                    | Pos              |
| 71               | Mavi García (ESP) (route)   | 10e              |
| 72               | Marta Bastianelli (ITA)     | 61e              |
| 73               | Urša Pintar (SLO)           | HD-2             |
| 74               | Maaike Boogaard (NED)       | 54e              |
| 75               | Eugenia Bujak (SLO) (route) | 103e             |
| 76               | Erica Magnaldi (ITA)        | 18e              |

| Team BikeExchange-Jayco BEX | Team BikeExchange-Jayco BEX | Team BikeExchange-Jayco BEX |
| --------------------------- | --------------------------- | --------------------------- |
| Num                         | Coureuse                    | Pos                         |
| 81                          | Amanda Spratt (AUS)         | AB-3                        |
| 82                          | Kristen Faulkner (USA)      | 40e                         |
| 83                          | Alexandra Manly (AUS)       | 41e                         |
| 84                          | Ruby Roseman-Gannon (AUS)   | 42e                         |
| 85                          | Ane Santesteban (ESP)       | 60e                         |
| 86                          | Urška Žigart (SLO)          | 29e                         |

| Ceratizit-WNT Pro Cycling WNT | Ceratizit-WNT Pro Cycling WNT   | Ceratizit-WNT Pro Cycling WNT |
| ----------------------------- | ------------------------------- | ----------------------------- |
| Num                           | Coureuse                        | Pos                           |
| 91                            | Lisa Brennauer (GER)            | 58e                           |
| 92                            | Sandra Alonso (ESP)             | 44e                           |
| 93                            | Laura Asencio (FRA)             | 57e                           |
| 94                            | Maria Giulia Confalonieri (ITA) | 75e                           |
| 95                            | Marta Lach (POL)                | AB-6                          |
| 96                            | Kathrin Schweinberger (AUT)     | 99e                           |

| Valcar-Travel & Service VAL | Valcar-Travel & Service VAL | Valcar-Travel & Service VAL |
| --------------------------- | --------------------------- | --------------------------- |
| Num                         | Coureuse                    | Pos                         |
| 101                         | Olivia Baril (CAN)          | 104e                        |
| 102                         | Alice Maria Arzuffi (ITA)   | 64e                         |
| 103                         | Eleonora Gasparrini (ITA)   | AB-6                        |
| 104                         | Silvia Persico (ITA)        | 5e                          |
| 105                         | Ilaria Sanguineti (ITA)     | 90e                         |
| 106                         | Margaux Vigié (FRA)         | HD-7                        |

| Cofidis COF | Cofidis COF            | Cofidis COF |
| ----------- | ---------------------- | ----------- |
| Num         | Coureuse               | Pos         |
| 111         | Rachel Neylan (AUS)    | 28e         |
| 112         | Martina Alzini (ITA)   | AB-6        |
| 113         | Victoire Berteau (FRA) | 68e         |
| 114         | Alana Castrique (BEL)  | AB-1        |
| 115         | Valentine Fortin (FRA) | 88e         |
| 116         | Sandra Levenez (FRA)   | 89e         |

| Liv Racing Xstra LIV | Liv Racing Xstra LIV    | Liv Racing Xstra LIV |
| -------------------- | ----------------------- | -------------------- |
| Num                  | Coureuse                | Pos                  |
| 121                  | Jeanne Korevaar (NED)   | 31e                  |
| 122                  | Rachele Barbieri (ITA)  | AB-7                 |
| 123                  | Thalita de Jong (NED)   | 69e                  |
| 124                  | Valerie Demey (BEL)     | 48e                  |
| 125                  | Silke Smulders (NED)    | 79e                  |
| 126                  | Sabrina Stultiens (NED) | 86e                  |

| EF Education-TIBCO-SVB TIB | EF Education-TIBCO-SVB TIB    | EF Education-TIBCO-SVB TIB |
| -------------------------- | ----------------------------- | -------------------------- |
| Num                        | Coureuse                      | Pos                        |
| 131                        | Veronica Ewers (USA)          | 9e                         |
| 132                        | Letizia Borghesi (ITA)        | AB-7                       |
| 133                        | Kristabel Doebel-Hickok (USA) | 34e                        |
| 134                        | Kathrin Hammes (GER)          | 65e                        |
| 135                        | Emily Newsom (USA)            | HD-7                       |
| 136                        | Magdeleine Vallieres (CAN)    | 66e                        |

| Plantur-Pura PLP | Plantur-Pura PLP                      | Plantur-Pura PLP |
| ---------------- | ------------------------------------- | ---------------- |
| Num              | Coureuse                              | Pos              |
| 141              | Julie De Wilde (BEL)                  | 46e              |
| 142              | Sanne Cant (BEL)                      | 62e              |
| 143              | Kim de Baat (BEL) (route)             | 109e             |
| 144              | Yara Kastelijn (NED)                  | 13e              |
| 145              | Christina Schweinberger (AUT) (route) | 80e              |
| 146              | Laura Süßemilch (GER)                 | AB-2             |

| Le Col-Wahoo DRP | Le Col-Wahoo DRP              | Le Col-Wahoo DRP |
| ---------------- | ----------------------------- | ---------------- |
| Num              | Coureuse                      | Pos              |
| 151              | Elizabeth Holden (GBR)        | 36e              |
| 152              | Eva van Agt (NED)             | 52e              |
| 153              | Maike van der Duin (NED)      | 84e              |
| 154              | Marjolein van 't Geloof (NED) | AB-6             |
| 155              | Jesse Vandenbulcke (BEL)      | 83e              |
| 156              | Gladys Verhulst (FRA)         | AB-7             |

| Parkhotel Valkenburg PHV | Parkhotel Valkenburg PHV   | Parkhotel Valkenburg PHV |
| ------------------------ | -------------------------- | ------------------------ |
| Num                      | Coureuse                   | Pos                      |
| 161                      | Femke Gerritse (NED)       | 74e                      |
| 162                      | Mischa Bredewold (NED)     | 21e                      |
| 163                      | Nicole Frain (AUS) (route) | AB-7                     |
| 164                      | Femke Markus (NED)         | 73e                      |
| 165                      | Quinty Schoens (NED)       | 56e                      |
| 166                      | Anne Van Rooijen (NED)     | AB-7                     |

| AG Insurance NXTG AGI | AG Insurance NXTG AGI | AG Insurance NXTG AGI |
| --------------------- | --------------------- | --------------------- |
| Num                   | Coureuse              | Pos                   |
| 171                   | Julia Borgström (SWE) | 32e                   |
| 172                   | Anya Louw (AUS)       | 107e                  |
| 173                   | Gaia Masetti (ITA)    | AB-2                  |
| 174                   | Lone Meertens (BEL)   | 102e                  |
| 175                   | Ilse Pluimers (NED)   | 93e                   |
| 176                   | Ally Wollaston (NZL)  | AB-3                  |

| Arkéa Pro Cycling Team ARK | Arkéa Pro Cycling Team ARK | Arkéa Pro Cycling Team ARK |
| -------------------------- | -------------------------- | -------------------------- |
| Num                        | Coureuse                   | Pos                        |
| 181                        | Morgane Coston (FRA)       | 45e                        |
| 182                        | Pauline Allin (FRA)        | 95e                        |
| 183                        | Julia Biryukova (UKR)      | HD-7                       |
| 184                        | Amandine Fouquenet (FRA)   | 76e                        |
| 185                        | Anaïs Morichon (FRA)       | HD-7                       |
| 186                        | Greta Richioud (FRA)       | 55e                        |

| Uno-X Pro Cycling Team UXT | Uno-X Pro Cycling Team UXT  | Uno-X Pro Cycling Team UXT |
| -------------------------- | --------------------------- | -------------------------- |
| Num                        | Coureuse                    | Pos                        |
| 191                        | Joscelin Lowden (GBR)       | 47e                        |
| 192                        | Hannah Barnes (GBR)         | 100e                       |
| 193                        | Julie Leth (DEN)            | 81e                        |
| 194                        | Hannah Ludwig (GER)         | 106e                       |
| 195                        | Mie Bjørndal Ottestad (NOR) | 17e                        |
| 196                        | Anne Dorthe Ysland (NOR)    | 91e                        |

| Stade Rochelais Charente-Maritime CMW | Stade Rochelais Charente-Maritime CMW    | Stade Rochelais Charente-Maritime CMW |
| ------------------------------------- | ---------------------------------------- | ------------------------------------- |
| Num                                   | Coureuse                                 | Pos                                   |
| 201                                   | Séverine Eraud (FRA)                     | 51e                                   |
| 202                                   | Noémie Abgrall (FRA)                     | HD-3                                  |
| 203                                   | India Grangier (FRA)                     | HD-7                                  |
| 204                                   | Natalie Grinczer (GBR)                   | AB-3                                  |
| 205                                   | Frances Janse van Rensburg (RSA) (route) | HD-3                                  |
| 206                                   | Maëva Squiban (FRA)                      | AB-3                                  |

| St Michel-Auber 93 AUB | St Michel-Auber 93 AUB | St Michel-Auber 93 AUB |
| ---------------------- | ---------------------- | ---------------------- |
| Num                    | Coureuse               | Pos                    |
| 211                    | Simone Boilard (CAN)   | 71e                    |
| 212                    | Alison Avoine (FRA)    | 108e                   |
| 213                    | Sandrine Bideau (FRA)  | 87e                    |
| 214                    | Coralie Demay (FRA)    | 24e                    |
| 215                    | Barbara Fonseca (FRA)  | 85e                    |
| 216                    | Margot Pompanon (FRA)  | 82e                    |

| Roland Cogeas-Edelweiss Squad CGS | Roland Cogeas-Edelweiss Squad CGS | Roland Cogeas-Edelweiss Squad CGS |
| --------------------------------- | --------------------------------- | --------------------------------- |
| Num                               | Coureuse                          | Pos                               |
| 221                               | Tamara Dronova (route)            | 15e                               |
| 222                               | Caroline Baur (SUI) (route)       | 92e                               |
| 223                               | Hannah Buch (GER)                 | AB-3                              |
| 224                               | Rotem Gafinovitz (ISR)            | 101e                              |
| 225                               | Petra Stiasny (SUI)               | HD-1                              |
| 226                               | Olga Zabelinskaïa (UZB)           | 97e                               |

| Human Powered Health HPW | Human Powered Health HPW         | Human Powered Health HPW |
| ------------------------ | -------------------------------- | ------------------------ |
| Num                      | Coureuse                         | Pos                      |
| 231                      | Henrietta Christie (NZL)         | 59e                      |
| 232                      | Nina Buysman (NED)               | 25e                      |
| 233                      | Ántri Christofórou (CYP) (route) | 70e                      |
| 234                      | Barbara Malcotti (ITA)           | DQ-5                     |
| 235                      | Marit Raaijmakers (NED)          | 63e                      |
| 236                      | Lily Williams (USA)              | 98e                      |

| Trek-Segafredo TFS | Trek-Segafredo TFS                | Trek-Segafredo TFS |
| ------------------ | --------------------------------- | ------------------ |
| Num                | Coureuse                          | Pos                |
| 1                  | Elisa Balsamo (ITA) (route)       | 37e                |
| 2                  | Elisa Longo Borghini (ITA)        | 6e                 |
| 3                  | Audrey Cordon-Ragot (FRA) (route) | 78e                |
| 4                  | Leah Thomas (USA)                 | 53e                |
| 5                  | Shirin van Anrooij (NED)          | 14e                |
| 6                  | Ellen van Dijk (NED) (route)      | 30e                |

| Movistar Team MOV | Movistar Team MOV          | Movistar Team MOV |
| ----------------- | -------------------------- | ----------------- |
| Num               | Coureuse                   | Pos               |
| 11                | Annemiek van Vleuten (NED) | 1re               |
| 12                | Aude Biannic (FRA)         | 94e               |
| 13                | Sheyla Gutiérrez (ESP)     | 96e               |
| 14                | Emma Norsgaard Bjerg (DEN) | AB-5              |
| 15                | Paula Patiño (COL)         | 23e               |
| 16                | Arlenis Sierra (CUB)       | 27e               |

| SD Worx SDW | SD Worx SDW                       | SD Worx SDW |
| ----------- | --------------------------------- | ----------- |
| Num         | Coureuse                          | Pos         |
| 21          | Demi Vollering (NED)              | 2e          |
| 22          | Lotte Kopecky (BEL)               | 38e         |
| 23          | Christine Majerus (LUX) (route)   | 72e         |
| 24          | Ashleigh Moolman (RSA)            | AB-8        |
| 25          | Marlen Reusser (SUI)              | AB-7        |
| 26          | Chantal van den Broek-Blaak (NED) | 49e         |

| FDJ-Suez-Futuroscope FSF | FDJ-Suez-Futuroscope FSF            | FDJ-Suez-Futuroscope FSF |
| ------------------------ | ----------------------------------- | ------------------------ |
| Num                      | Coureuse                            | Pos                      |
| 31                       | Cecilie Uttrup Ludwig (DEN) (route) | 7e                       |
| 32                       | Grace Brown (AUS)                   | 20e                      |
| 33                       | Marta Cavalli (ITA)                 | AB-2                     |
| 34                       | Vittoria Guazzini (ITA)             | 39e                      |
| 35                       | Marie Le Net (FRA)                  | 43e                      |
| 36                       | Évita Muzic (FRA)                   | 8e                       |

| Team Jumbo-Visma TJV | Team Jumbo-Visma TJV          | Team Jumbo-Visma TJV |
| -------------------- | ----------------------------- | -------------------- |
| Num                  | Coureuse                      | Pos                  |
| 41                   | Marianne Vos (NED)            | 26e                  |
| 42                   | Anna Henderson (GBR)          | AB-8                 |
| 43                   | Riejanne Markus (NED) (route) |                      |
| 44                   | Romy Kasper (GER)             | 12e                  |
| 45                   | Noemi Rüegg (SUI)             | 105e                 |
| 46                   | Karlijn Swinkels (NED)        | 33e                  |

| Team DSM DSM | Team DSM DSM                | Team DSM DSM |
| ------------ | --------------------------- | ------------ |
| Num          | Coureuse                    | Pos          |
| 51           | Juliette Labous (FRA)       | 4e           |
| 52           | Pfeiffer Georgi (GBR)       | 50e          |
| 53           | Franziska Koch (GER)        | HD-7         |
| 54           | Charlotte Kool (NED)        | AB-4         |
| 55           | Liane Lippert (GER) (route) | 16e          |
| 56           | Lorena Wiebes (NED)         | AB-7         |

| Canyon-SRAM Racing CSR | Canyon-SRAM Racing CSR     | Canyon-SRAM Racing CSR |
| ---------------------- | -------------------------- | ---------------------- |
| Num                    | Coureuse                   | Pos                    |
| 61                     | Katarzyna Niewiadoma (POL) | 3e                     |
| 62                     | Alena Amialiusik           | 19e                    |
| 63                     | Élise Chabbey (SUI)        | 11e                    |
| 64                     | Tiffany Cromwell (AUS)     | 67e                    |
| 65                     | Soraya Paladin (ITA)       | 77e                    |
| 66                     | Pauliena Rooijakkers (NED) | 22e                    |

| UAE Team ADQ UAD | UAE Team ADQ UAD            | UAE Team ADQ UAD |
| ---------------- | --------------------------- | ---------------- |
| Num              | Coureuse                    | Pos              |
| 71               | Mavi García (ESP) (route)   | 10e              |
| 72               | Marta Bastianelli (ITA)     | 61e              |
| 73               | Urša Pintar (SLO)           | HD-2             |
| 74               | Maaike Boogaard (NED)       | 54e              |
| 75               | Eugenia Bujak (SLO) (route) | 103e             |
| 76               | Erica Magnaldi (ITA)        | 18e              |

| Team BikeExchange-Jayco BEX | Team BikeExchange-Jayco BEX | Team BikeExchange-Jayco BEX |
| --------------------------- | --------------------------- | --------------------------- |
| Num                         | Coureuse                    | Pos                         |
| 81                          | Amanda Spratt (AUS)         | AB-3                        |
| 82                          | Kristen Faulkner (USA)      | 40e                         |
| 83                          | Alexandra Manly (AUS)       | 41e                         |
| 84                          | Ruby Roseman-Gannon (AUS)   | 42e                         |
| 85                          | Ane Santesteban (ESP)       | 60e                         |
| 86                          | Urška Žigart (SLO)          | 29e                         |

| Ceratizit-WNT Pro Cycling WNT | Ceratizit-WNT Pro Cycling WNT   | Ceratizit-WNT Pro Cycling WNT |
| ----------------------------- | ------------------------------- | ----------------------------- |
| Num                           | Coureuse                        | Pos                           |
| 91                            | Lisa Brennauer (GER)            | 58e                           |
| 92                            | Sandra Alonso (ESP)             | 44e                           |
| 93                            | Laura Asencio (FRA)             | 57e                           |
| 94                            | Maria Giulia Confalonieri (ITA) | 75e                           |
| 95                            | Marta Lach (POL)                | AB-6                          |
| 96                            | Kathrin Schweinberger (AUT)     | 99e                           |

| Valcar-Travel & Service VAL | Valcar-Travel & Service VAL | Valcar-Travel & Service VAL |
| --------------------------- | --------------------------- | --------------------------- |
| Num                         | Coureuse                    | Pos                         |
| 101                         | Olivia Baril (CAN)          | 104e                        |
| 102                         | Alice Maria Arzuffi (ITA)   | 64e                         |
| 103                         | Eleonora Gasparrini (ITA)   | AB-6                        |
| 104                         | Silvia Persico (ITA)        | 5e                          |
| 105                         | Ilaria Sanguineti (ITA)     | 90e                         |
| 106                         | Margaux Vigié (FRA)         | HD-7                        |

| Cofidis COF | Cofidis COF            | Cofidis COF |
| ----------- | ---------------------- | ----------- |
| Num         | Coureuse               | Pos         |
| 111         | Rachel Neylan (AUS)    | 28e         |
| 112         | Martina Alzini (ITA)   | AB-6        |
| 113         | Victoire Berteau (FRA) | 68e         |
| 114         | Alana Castrique (BEL)  | AB-1        |
| 115         | Valentine Fortin (FRA) | 88e         |
| 116         | Sandra Levenez (FRA)   | 89e         |

| Liv Racing Xstra LIV | Liv Racing Xstra LIV    | Liv Racing Xstra LIV |
| -------------------- | ----------------------- | -------------------- |
| Num                  | Coureuse                | Pos                  |
| 121                  | Jeanne Korevaar (NED)   | 31e                  |
| 122                  | Rachele Barbieri (ITA)  | AB-7                 |
| 123                  | Thalita de Jong (NED)   | 69e                  |
| 124                  | Valerie Demey (BEL)     | 48e                  |
| 125                  | Silke Smulders (NED)    | 79e                  |
| 126                  | Sabrina Stultiens (NED) | 86e                  |

| EF Education-TIBCO-SVB TIB | EF Education-TIBCO-SVB TIB    | EF Education-TIBCO-SVB TIB |
| -------------------------- | ----------------------------- | -------------------------- |
| Num                        | Coureuse                      | Pos                        |
| 131                        | Veronica Ewers (USA)          | 9e                         |
| 132                        | Letizia Borghesi (ITA)        | AB-7                       |
| 133                        | Kristabel Doebel-Hickok (USA) | 34e                        |
| 134                        | Kathrin Hammes (GER)          | 65e                        |
| 135                        | Emily Newsom (USA)            | HD-7                       |
| 136                        | Magdeleine Vallieres (CAN)    | 66e                        |

| Plantur-Pura PLP | Plantur-Pura PLP                      | Plantur-Pura PLP |
| ---------------- | ------------------------------------- | ---------------- |
| Num              | Coureuse                              | Pos              |
| 141              | Julie De Wilde (BEL)                  | 46e              |
| 142              | Sanne Cant (BEL)                      | 62e              |
| 143              | Kim de Baat (BEL) (route)             | 109e             |
| 144              | Yara Kastelijn (NED)                  | 13e              |
| 145              | Christina Schweinberger (AUT) (route) | 80e              |
| 146              | Laura Süßemilch (GER)                 | AB-2             |

| Le Col-Wahoo DRP | Le Col-Wahoo DRP              | Le Col-Wahoo DRP |
| ---------------- | ----------------------------- | ---------------- |
| Num              | Coureuse                      | Pos              |
| 151              | Elizabeth Holden (GBR)        | 36e              |
| 152              | Eva van Agt (NED)             | 52e              |
| 153              | Maike van der Duin (NED)      | 84e              |
| 154              | Marjolein van 't Geloof (NED) | AB-6             |
| 155              | Jesse Vandenbulcke (BEL)      | 83e              |
| 156              | Gladys Verhulst (FRA)         | AB-7             |

| Parkhotel Valkenburg PHV | Parkhotel Valkenburg PHV   | Parkhotel Valkenburg PHV |
| ------------------------ | -------------------------- | ------------------------ |
| Num                      | Coureuse                   | Pos                      |
| 161                      | Femke Gerritse (NED)       | 74e                      |
| 162                      | Mischa Bredewold (NED)     | 21e                      |
| 163                      | Nicole Frain (AUS) (route) | AB-7                     |
| 164                      | Femke Markus (NED)         | 73e                      |
| 165                      | Quinty Schoens (NED)       | 56e                      |
| 166                      | Anne Van Rooijen (NED)     | AB-7                     |

| AG Insurance NXTG AGI | AG Insurance NXTG AGI | AG Insurance NXTG AGI |
| --------------------- | --------------------- | --------------------- |
| Num                   | Coureuse              | Pos                   |
| 171                   | Julia Borgström (SWE) | 32e                   |
| 172                   | Anya Louw (AUS)       | 107e                  |
| 173                   | Gaia Masetti (ITA)    | AB-2                  |
| 174                   | Lone Meertens (BEL)   | 102e                  |
| 175                   | Ilse Pluimers (NED)   | 93e                   |
| 176                   | Ally Wollaston (NZL)  | AB-3                  |

| Arkéa Pro Cycling Team ARK | Arkéa Pro Cycling Team ARK | Arkéa Pro Cycling Team ARK |
| -------------------------- | -------------------------- | -------------------------- |
| Num                        | Coureuse                   | Pos                        |
| 181                        | Morgane Coston (FRA)       | 45e                        |
| 182                        | Pauline Allin (FRA)        | 95e                        |
| 183                        | Julia Biryukova (UKR)      | HD-7                       |
| 184                        | Amandine Fouquenet (FRA)   | 76e                        |
| 185                        | Anaïs Morichon (FRA)       | HD-7                       |
| 186                        | Greta Richioud (FRA)       | 55e                        |

| Uno-X Pro Cycling Team UXT | Uno-X Pro Cycling Team UXT  | Uno-X Pro Cycling Team UXT |
| -------------------------- | --------------------------- | -------------------------- |
| Num                        | Coureuse                    | Pos                        |
| 191                        | Joscelin Lowden (GBR)       | 47e                        |
| 192                        | Hannah Barnes (GBR)         | 100e                       |
| 193                        | Julie Leth (DEN)            | 81e                        |
| 194                        | Hannah Ludwig (GER)         | 106e                       |
| 195                        | Mie Bjørndal Ottestad (NOR) | 17e                        |
| 196                        | Anne Dorthe Ysland (NOR)    | 91e                        |

| Stade Rochelais Charente-Maritime CMW | Stade Rochelais Charente-Maritime CMW    | Stade Rochelais Charente-Maritime CMW |
| ------------------------------------- | ---------------------------------------- | ------------------------------------- |
| Num                                   | Coureuse                                 | Pos                                   |
| 201                                   | Séverine Eraud (FRA)                     | 51e                                   |
| 202                                   | Noémie Abgrall (FRA)                     | HD-3                                  |
| 203                                   | India Grangier (FRA)                     | HD-7                                  |
| 204                                   | Natalie Grinczer (GBR)                   | AB-3                                  |
| 205                                   | Frances Janse van Rensburg (RSA) (route) | HD-3                                  |
| 206                                   | Maëva Squiban (FRA)                      | AB-3                                  |

| St Michel-Auber 93 AUB | St Michel-Auber 93 AUB | St Michel-Auber 93 AUB |
| ---------------------- | ---------------------- | ---------------------- |
| Num                    | Coureuse               | Pos                    |
| 211                    | Simone Boilard (CAN)   | 71e                    |
| 212                    | Alison Avoine (FRA)    | 108e                   |
| 213                    | Sandrine Bideau (FRA)  | 87e                    |
| 214                    | Coralie Demay (FRA)    | 24e                    |
| 215                    | Barbara Fonseca (FRA)  | 85e                    |
| 216                    | Margot Pompanon (FRA)  | 82e                    |

| Roland Cogeas-Edelweiss Squad CGS | Roland Cogeas-Edelweiss Squad CGS | Roland Cogeas-Edelweiss Squad CGS |
| --------------------------------- | --------------------------------- | --------------------------------- |
| Num                               | Coureuse                          | Pos                               |
| 221                               | Tamara Dronova (route)            | 15e                               |
| 222                               | Caroline Baur (SUI) (route)       | 92e                               |
| 223                               | Hannah Buch (GER)                 | AB-3                              |
| 224                               | Rotem Gafinovitz (ISR)            | 101e                              |
| 225                               | Petra Stiasny (SUI)               | HD-1                              |
| 226                               | Olga Zabelinskaïa (UZB)           | 97e                               |

| Human Powered Health HPW | Human Powered Health HPW         | Human Powered Health HPW |
| ------------------------ | -------------------------------- | ------------------------ |
| Num                      | Coureuse                         | Pos                      |
| 231                      | Henrietta Christie (NZL)         | 59e                      |
| 232                      | Nina Buysman (NED)               | 25e                      |
| 233                      | Ántri Christofórou (CYP) (route) | 70e                      |
| 234                      | Barbara Malcotti (ITA)           | DQ-5                     |
| 235                      | Marit Raaijmakers (NED)          | 63e                      |
| 236                      | Lily Williams (USA)              | 98e                      |

## Organisation et règlement de la course[11]

### Délais
Les délais d'élimination sont les suivants :
- 1re, 2e, 5e et 6e étapes : 12 %
- 3e et 4e étapes : 15 %
- 7e et 8e étapes : 18 %

Les arrivées des 7e et 8e étapes sont des arrivées en côte. La règle des trois derniers kilomètres ne s'applique pas.

### Classements et bonifications
Des bonifications sont attribuées dans toutes les arrivées des étapes. Elles sont de dix, six et quatre secondes aux trois premières coureuses classées. Des bonifications appelées Points Bonus sont attribuées au passage de difficultés situées à des endroits clés du parcours. Il y a au total cinq Points Bonus répartis dans les 3e, 4e, 5e, 6e et 7e étapes. Ces bonifications sont de trois, deux et une secondes aux trois premières coureuses classées.

#### Classement par points
Le classement par points est établi en fonction du barème suivant :
- arrivée des étapes de plaine (étapes 1, 2, 5 et 6) : 50, 30, 20, 18, 16, 14, 12, 10, 8, 7, 6, 5, 4, 3, 2 jusqu'à la 15e coureuse classée ;
- arrivée des étapes de parcours accidenté (étapes 3 et 4) : 30, 25, 22, 19, 17, 15, 13, 11, 9, 7, 6, 5, 4, 3, 2 jusqu'à la 15e coureuse classée ;
- arrivée des étapes de grande difficulté (étapes 7 et 8) : 20, 17, 15, 13, 11, 10, 9, 8, 7, 6, 5, 4, 3, 2, 1 jusqu'à la 15e coureuse classée ;
- sprints intermédiaires : 25, 20, 17, 15, 13, 11, 10, 9, 8, 7, 6, 5, 4, 3, 2 jusqu'à la 15e coureuse classée.

En cas d'égalité, les coureuses sont départagées par leur nombre de victoires d'étapes puis par le nombre de victoires dans les sprints intermédiaires et enfin par le classement général individuel au temps. Pour figurer au classement général individuel par points, les lauréates doivent obligatoirement terminer le Tour de France.
Dans le cas où une coureuse arrivée hors délais est repêchée par le Collège des commissaires, elle perd automatiquement l'ensemble des points acquis.
La leader du classement par points porte le maillot vert.

#### Classement de la meilleure grimpeuse
Le classement de la montagne est établi en fonction du barème suivant :
- Cols ou côtes de 1re catégorie ou arrivée en altitude : 10, 8, 6, 4, 2 et 1 points pour les six premières coureuses classées ;
- Cols ou côtes de 2e catégorie : 5, 3, 2 et 1 points pour les quatre premières coureuses classées ;
- Cols ou côtes de 3e catégorie : 3, 2 et 1 points pour les trois premières coureuses classées ;
- Cols ou côtes de 4e catégorie : 2 et 1 points pour les deux premières coureuses classées.

En cas d'égalité, la coureuse ayant obtenu le plus grand nombre de places de première au sommet des côtes de 1re catégorie sera déclarée vainqueure. Puis idem pour les côtes des 2e, 3e et 4e catégorie, puis en cas d'égalité absolue par le classement général final au temps. Pour figurer au classement général de la meilleure grimpeuse, les lauréates doivent obligatoirement terminer le Tour de France Femmes.
Dans le cas où une coureuse arrivée hors délais est repêchée par le Collège des commissaires, elle perd automatiquement l'ensemble des points acquis.
La leader du classement porte le maillot blanc à pois rouges.

#### Classement de la meilleure jeune
Le classement de la meilleure jeune est réservé aux coureuses nées depuis le 1er janvier 2000. La première d'entre elles au classement général individuel au temps est la leader journalière des jeunes. À l'issue de la dernière étape, elle est déclarée vainqueure du classement des jeunes.
La leader du classement de la meilleure jeune porte le maillot blanc et violet.

#### Classement de la meilleure équipe
Le classement général par équipes de chaque étape s'établit par l'addition des trois meilleurs temps individuels de chaque équipe. Le classement général est réalisé avec la somme des temps de chaque équipe dans chaque étape. Dans les classements d'étape, en cas d'ex æquo, les équipes réalisant le même temps sont départagées par l'addition des places obtenues par leurs trois meilleures coureuses au classement de cette étape. En cas de nouvelle égalité, les équipes sont départagées par la place de la meilleure coureuse au classement de l'étape.
Au classement général, en cas d'ex æquo, les équipes sont départagées par leur nombre de victoires d'étapes par équipe, puis par leur nombre de places de deuxième, et ainsi de suite jusqu'à ce qu'un nombre de places obtenues par l'une ou l'autre permette d'établir leur classement définitif. S'il y a toujours égalité, les équipes sont départagées par la place de la meilleure coureuse au classement général individuel. Toute formation réduite à moins de trois coureuses est éliminée du classement général par équipes.

#### Prix de la combativité
Le prix de la combativité récompense la coureuse la plus généreuse dans l'effort et manifestant le meilleur esprit sportif. Ce prix, attribué dans les huit étapes en ligne est décerné par un jury présidé par la directrice de l'épreuve :
- la plus combative de l'étape porte dans l'étape suivante des dossards de couleur rouge ;
- une super-combative est désignée par les membres du jury à la fin du Tour de France Femmes.

### Récompenses
Au total, environ 250 000 € sont distribués lors de ce Tour. La vainqueure du classement général final remporte 50 000 €.
| Classement général | Pour les classements généraux | Pour les classements généraux | Pour les classements généraux | Pour les classements généraux | Pour les classements généraux | Pour les classements généraux | Classement d'étape | Pour les classements d'étape | Pour les classements d'étape | Pour les classements d'étape | Pour les classements d'étape | Pour les classements d'étape | Pour les classements d'étape | Pour les classements d'étape | Pour les classements d'étape | Pour les classements d'étape | Pour les classements d'étape |
| Classement général | Maillot jaune                 | Maillot vert                  | Maillot à pois                | Maillot blanc                 | dossard jaune                 | dossard rouge                 | Classement d'étape | Ligne d'arrivée              | Sprint intermédiaire         | Côte                         | Côte                         | Côte                         | Côte                         | Meilleure jeune              | Combative                    | Meilleure équipe             |                              |
| Classement général | Général                       | Points                        | Grimpeuse                     | Jeune                         | Par équipes                   | Super-combative               | Classement d'étape | Ligne d'arrivée              | Sprint intermédiaire         | 1re                          | 2e                           | 3e                           | 4e                           | Meilleure jeune              | Combative                    | Meilleure équipe             |                              |
| ------------------ | ----------------------------- | ----------------------------- | ----------------------------- | ----------------------------- | ----------------------------- | ----------------------------- | ------------------ | ---------------------------- | ---------------------------- | ---------------------------- | ---------------------------- | ---------------------------- | ---------------------------- | ---------------------------- | ---------------------------- | ---------------------------- | ---------------------------- |
| 1er                | 50 000 €                      | 3 000 €                       | 3 000 €                       | 3 000 €                       | 6 000 €                       | 2 000 €                       | 1er                | 4 000 €                      | 120 €                        | 120 €                        | 80 €                         | 60 €                         | 30 €                         | 100 €                        | 500 €                        | 200 €                        |                              |
| 2e                 | 25 000 €                      | 1 500 €                       | 1 500 €                       | 2 000 €                       | 4 000 €                       | –                             | 2e                 | 2 000 €                      | 70 €                         | 70 €                         | 40 €                         | –                            | –                            | –                            | –                            | –                            |                              |
| 3e                 | 10 000 €                      | 1 000 €                       | 1 000 €                       | 1 000 €                       | 2 500 €                       | –                             | 3e                 | 1 000 €                      | 30 €                         | 30 €                         | –                            | –                            | –                            | –                            | –                            | –                            |                              |
| 4e                 | 8 000 €                       | 800 €                         | 800 €                         | 500 €                         | 1 500 €                       | –                             | 4e                 | 500 €                        | –                            | –                            | –                            | –                            | –                            | –                            | –                            | –                            |                              |
| 5e                 | 4 000 €                       | 700 €                         | 700 €                         | –                             | 500 €                         | –                             | 5e                 | 400 €                        | –                            | –                            | –                            | –                            | –                            | –                            | –                            | –                            |                              |
| 6e                 | 3 000 €                       | –                             | –                             | –                             | –                             | –                             | 6e                 | 300 €                        | –                            | –                            | –                            | –                            | –                            | –                            | –                            | –                            |                              |
| 7e                 | 2 000 €                       | –                             | –                             | –                             | –                             | –                             | 7e                 | 240 €                        | –                            | –                            | –                            | –                            | –                            | –                            | –                            | –                            |                              |
| 8e                 | 1 500 €                       | –                             | –                             | –                             | –                             | –                             | 8e                 | 170 €                        | –                            | –                            | –                            | –                            | –                            | –                            | –                            | –                            |                              |
| 9e                 | 1 500 €                       | –                             | –                             | –                             | –                             | –                             | 9e                 | 170 €                        | –                            | –                            | –                            | –                            | –                            | –                            | –                            | –                            |                              |
| 10e                | 1 500 €                       | –                             | –                             | –                             | –                             | –                             | 10e                | 170 €                        | –                            | –                            | –                            | –                            | –                            | –                            | –                            | –                            |                              |
| 11e                | 1 200 €                       | –                             | –                             | –                             | –                             | –                             | 11e                | 110 €                        | –                            | –                            | –                            | –                            | –                            | –                            | –                            | –                            |                              |
| 12e                | 1 200 €                       | –                             | –                             | –                             | –                             | –                             | 12e                | 110 €                        | –                            | –                            | –                            | –                            | –                            | –                            | –                            | –                            |                              |
| 13e                | 1 200 €                       | –                             | –                             | –                             | –                             | –                             | 13e                | 110 €                        | –                            | –                            | –                            | –                            | –                            | –                            | –                            | –                            |                              |
| 14e                | 1 200 €                       | –                             | –                             | –                             | –                             | –                             | 14e                | 110 €                        | –                            | –                            | –                            | –                            | –                            | –                            | –                            | –                            |                              |
| 15e                | 1 200 €                       | –                             | –                             | –                             | –                             | –                             | 15e                | 110 €                        | –                            | –                            | –                            | –                            | –                            | –                            | –                            | –                            |                              |
| 16e                | 1 000 €                       | –                             | –                             | –                             | –                             | –                             | 16e                | 100 €                        | –                            | –                            | –                            | –                            | –                            | –                            | –                            | –                            |                              |
| 17e                | 1 000 €                       | –                             | –                             | –                             | –                             | –                             | 17e                | 100 €                        | –                            | –                            | –                            | –                            | –                            | –                            | –                            | –                            |                              |
| 18e                | 1 000 €                       | –                             | –                             | –                             | –                             | –                             | 18e                | 100 €                        | –                            | –                            | –                            | –                            | –                            | –                            | –                            | –                            |                              |
| 19e                | 1 000 €                       | –                             | –                             | –                             | –                             | –                             | 19e                | 100 €                        | –                            | –                            | –                            | –                            | –                            | –                            | –                            | –                            |                              |
| 20e                | 1 000 €                       | –                             | –                             | –                             | –                             | –                             | 20e                | 100 €                        | –                            | –                            | –                            | –                            | –                            | –                            | –                            | –                            |                              |
| Par jour           | 100 €                         | 100 €                         | 100 €                         | 100 €                         | –                             | –                             |                    |                              |                              |                              |                              |                              |                              |                              |                              |                              |                              |

Une vainqueure d'étape remporte 4 000 €. Les prix des poursuivantes sont dégressifs jusqu'à la 20e coureuse à laquelle sont attribués 100 €. Un prix est attribué aux trois premières d'un sprint intermédiaire, qui a lieu une fois par étape. Des prix sont aussi attribués pour le passage d'une côte classée, pour la meilleure jeune de l'étape, pour la coureuse la plus combative de l'étape et pour la meilleure équipe de l'étape.